# Radivoje Popović
Radivoje Popović (Prokuplje, 1. jun 1926 — Čačak, 27. mart 2006) bio je srpski advokat, darovit govornik i dobar poznavalac nacionalne istorije Srbije i Crne Gore. Poznat je po tome što je branio brojne političare i imao preko sto najdelikatnijih slučajeva ubistava i silovanja.

## Biografija
Radivoje Popović, poznatiji kao Pop Advokat, rođen je u Prokuplju, dok je najduži period života proveo u Čačku. Njegov otac Marko, po zanimanju, diplomatski službenik, umro je dok mu je sin imao samo 40 dana.
Deo života je proveo u Beogradu, gde je živeo i radio. Kancelarija mu se nalazila u ulici Kraljice Natalije. Radivoje se preselio 1964. godine, sa suprugom i decom, u Čačak, koji je u to vreme imao svega desetak advokata. Tamo je otvorio advokatsku kancelariju u ulici Bate Jankovića.
Bio je veoma popularna ličnost u Jugoslaviji zbog njegovih briljantnih odbrana na sudskim procesima o kojima su novinari čak objavljivali mnoge feljtone u nastavcima u nedeljnicima. Novine su često pisale i o njegovom boemskom načinu života, brojnim putovanjima i uspesima koje je ostvarivao na sudu.
Preminuo je 2006. godine u Čačku, gde je i sahranjen.

## Karijera
Karijeru je posle završetka studija počeo na sudovima u Vranju i Velikoj Plani, a sa 30 godina je predložen za sudiju Okružnog suda u Vranju, a potom i u Smederevu. Kao istražni sudija, zainteresovao se za krivičnu materiju, pa je 1956. godine počeo da radi kao advokat, sa usmerenjem na krvne delikte.
Krivce je uglavnom branio u Čačku, Beogradu, Užicu i Novom Pazaru, ali pored toga je imao klijente iz cele Jugoslavije, pa i inostranstva. Tokom duge karijere, imao je 26 pripravnika, a povremeno je slučajeve branio zajedno sa Dragoslavom Trninićem, Veljkom Guberinom i drugim poznatim advokatima. Glavni uzori su mu bili očuh, Vlastimir Vuković, predsednik Okružnog suda i sudija Kasacionog suda Srbije Janko Barićević, advokat iz Čačka.
Branio je najrazličitije slučajeve ubistava, razbojništva, silovanja, a jedan od najznačajnijih slučajeva mu je bio, čuveni „Krvavi božić“, u kome je branio momka koji je ubio troje ljudi.
Bio je u delegaciji advokata Srbije koja je u Šibeniku branila Jovana Opačića u sudskom procesu.
Klijenti su mu bili mnogi političari, od kojih je najznamenitiji Vojislav Šešelj.
Karijera Radivoja Popovića, duga 55 godina, okončala se 2006. godine.

## Literatura
- Dr Svetislav Marinović. (1995) U sjenci smrti. CIP 343.253.096, Centralna narodna biblioteka Crne Gore „Đurđa Crnojević“ Cetinje.